# بیلاسور
بیلاسور (به انگلیسی: Bilasur) یک منطقهٔ مسکونی در پاکستان است که در پنجاب واقع شده‌است. بیلاسور ۱۶۲ متر بالاتر از سطح دریا واقع شده‌است.